# ميينا
ميينا هي كومونا في مقاطعة نوفارا في منطقة بيدمونت الإيطالية ، وتقع على بعد حوالي 77 كيلومتر (48 ميل) شمال غرب ميلانو ، وتبعد حوالي 100 كيلومتر (62 ميل) شمال شرق تورينو وحوالي 40 كيلومتر (25 ميل) شمال نوفارا، في المنطقة الجنوبية من بحيرة ماجوري.
خلال الحرب العالمية الثانية، لقد كانت مينا موقعًا لمذبحة 16 يهوديًا إيطاليًا على يد جنود القوات الخاصة الألمانية كجزء من مذابح بحيرة ماجوري. ألهم هذا الحدث فيلم Hotel Meina ، الذي أخرجه عام 2007 كارلو ليزاني.

## روابط خارجية
- بوابة السياحة الرسمية  بوابة بحيرة ماجوري الرسمية للسياحة